# سيو يونج هي
سيو يونج هي (بالكورية: 서영희)‏ هي ممثلة كورية جنوبية، ولدت يوم 13 يونيو 1979 في سول في كوريا الجنوبية.

## روابط خارجية
- سيو يونج هي على موقع IMDb (الإنجليزية)
- سيو يونج هي على موقع ألو سيني (الفرنسية)
- سيو يونج هي على موقع قاعدة بيانات الفيلم (الإنجليزية)